# Vladislav Larin
Vladislav Vladimirovich Larin (russo:  Владислав Владимирович Ларин; IPA: [vɫədʲɪˈsɫaf ˈɫarʲɪn]; Curgã, 7 de outubro de 1995) é um taekwondista russo, campeão olímpico.

## Carreira
Larin conquistou a medalha de ouro nos Jogos Olímpicos de Verão de 2020 em Tóquio como representante do Comitê Olímpico Russo, após confronto na final contra o macedônio Dejan Georgievski na categoria acima de 80 kg. Ele chegou a praticar ginástica artística antes de sofrer uma lesão de longa data na mão, aos cinco anos de idade, o que o incentivou a interromper o curso.